# Cornelia Marie
Die Cornelia Marie ist eines der Krabbenfischerboote aus der TV-Serie Der gefährlichste Job Alaskas. Sie war in den ersten sechs Staffeln der Serie zu sehen. Einer ihrer ehemaligen Kapitäne ist der 2010 verstorbene Phil Harris. Sein Sohn Josh Harris übernahm das Boot. Unterstützend seiner Seite: Casey McManus.

## Daten
Die Cornelia Marie wurde 1989 in Bayou La Batre (Alabama) gebaut. Sie ist 39 m lang, 8,5 m breit und verfügt über einen 28.500 US-Gallonen (etwa 108.000 Liter) fassenden Kraftstofftank. Das Volumen des Frischwassertanks liegt bei 3.000 US-Gallonen (etwa 11.000 Liter). Die Cornelia Marie wird hauptsächlich zur Krabbenfischerei verwendet, jedoch teilweise auch für den Fang von Lachs und Hering. Sie ist in blau mit gelben Akzenten koloriert.